# Le Sous-préfet aux champs

Le Sous-préfet aux champs est la deuxième des Ballades en prose et la neuvième des Lettres de mon moulin d'Alphonse Daudet. 

## Publication
Le Sous-préfet aux champs est, avec la Mort du Dauphin, l'une des deux Ballades en prose d'Alphonse Daudet publiées tout d'abord, le 13 octobre 1866, dans L'Événement puis, en 1869, dans la première édition par Pierre-Jules Hetzel des Lettres de mon moulin et, en 1879, dans la réédition du recueil de nouvelles complété par Alphonse Lemerre.

## Résumé
Un sous-préfet en habit de gala est en route, dans la calèche de la sous-préfecture, pour le concours régional de la Combe-aux-Fées. Il cherche l'inspiration pour le discours qu'il doit prononcer devant ses administrés. Il fait chaud sous le soleil du Midi et l'inspiration ne vient pas. Tout-à-coup, il aperçoit un petit bois de chênes verts qui semble lui faire signe. Il demande à ses gens de l'attendre et va composer son discours dans le petit bois. Quand ils l'aperçoivent, les oiseaux s'arrêtent de chanter, les sources ne font plus de bruit et les violettes se cachent. Un vieux rossignol qui a chanté toute une saison dans les jardins de la sous-préfecture les rassure. Tout ce petit monde reprend son joli tapage et conspire pour empêcher le sous-préfet de composer son discours. Au bout d'une heure les gens de la sous-préfecture à sa recherche le trouvent couché sur le ventre, débraillé comme un bohème et faisant des vers en mâchonnant des violettes.

## Inspiration
Plusieurs auteurs ont tenté d'identifier une personne ayant existé derrière le personnage du sous-préfet. Selon Roger Bellion, Alphonse Daudet se serait inspiré de l'un de ses voisins alors qu'il habitait Carpentras : Stéphen Liégeard,. Bernard Paire évoque de son côté un ami de Daudet, le jeune secrétaire de préfecture Charles-Marie Lefebvre.

## Adaptation
Le Sous-préfet aux champs est enregistré par Fernandel.
L'œuvre est mise en musique par Vladimir Dyck (1919).

## Réception
« Petit chef-d'œuvre d'humour cocasse », le Sous-préfet aux champs est l'une des lettres les plus célèbres du recueil.

## Postérité
« Messieurs et chers administrés... », la panne d'inspiration du sous-préfet, et la calèche de la sous-préfecture en route pour le concours régional de la Combe-aux-Fées sont évoqués comme les vestiges d'un passé fastueux. La couteuse institution est, en 2012, stigmatisée par la Cour des comptes. Sa proximité est cependant toujours appréciée par les administrés des régions les plus rurales.